# Trecento
Le Trecento /ˌtreˈt͡ʃɛnto/ correspond au XIVe siècle italien ; s'y déroule le mouvement appelé pré-Renaissance.
Le terme Trecento est également utilisée en histoire de la musique italienne pour désigner le courant de l'Ars nova italienne.

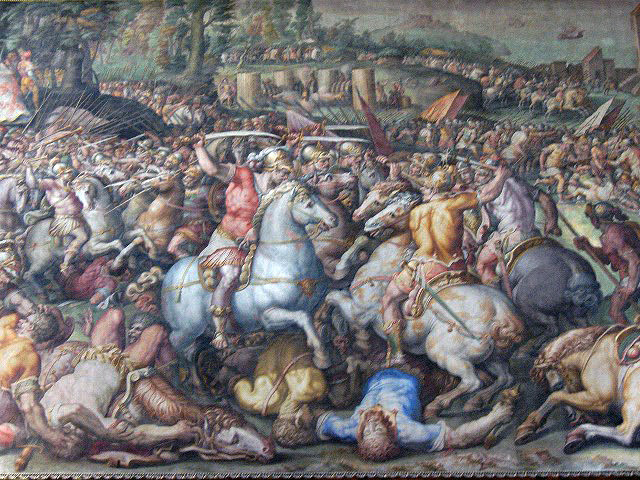
La victoire de San Vincenzo marque la suprématie de Florence sur la Toscane. L'affront de la bataille de Montaperti datant de l'opposition des guelfes et gibelins est lavé.
Fresque peinte par Giorgio Vasari, elle décore au Palazzo Vecchio la salle d'honneur des Cinq Cents magistrats régnant conjointement sur la ploutocratie florentine, qui va émerger en tant que foyer culturel et financier incontournable dans les deux siècles qui suivent le Trecento, à l'échelon européen.

Cet article décrit la situation locale au sortir du Moyen Âge dans son expression italienne, pour mieux appréhender l'évolution sur les deux siècles suivants, véritablement représentatifs de la Renaissance en Italie.

## La rivalité des Cités-État
L’Italie du XIVe siècle est dominée par cinq principaux États, dont la population oscille entre 800 000 et deux millions d’habitants : la république de Florence, la république de Venise, le duché de Milan, les États pontificaux et le royaume de Naples. Les villes plus petites, comme Lucques, Gênes, Sienne, Pise, Mantoue ou Ferrare, restent politiquement dans l’orbite des grands États. Durant tout le XIVe siècle et au début du XVe, les républiques communales laissent la place à l’aristocratie (signoria), soit en respectant les formes constitutionnelles comme à Orvieto (1322), en instituant une juridiction d’urgence, la balia, soit par une prise de pouvoir militaire, comme à Foligno en 1305, avec souvent une aide extérieure.

### Les États du pape
Situation de départ : objet de l'article l'Occident chrétien au sortir des Croisades.
- L'Église catholique s'est impliquée localement dans le pouvoir séculier, au travers de la souveraineté de ses États vassaux. Les papes deviennent chefs de guerre pendant cette période. Rome, sous l'égide de l'extension des États pontificaux, atteint donc une grande influence sur l'Italie, visible sur la carte d'Europe au sortir du XIIIe siècle. Face à Florence, elle règne sur la Toscane toute proche, la nommant le patrimoine de Saint Pierre.

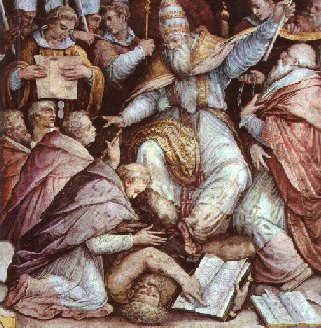
Illustratif des papes de ces époques et de leur emprise sur les pouvoirs temporels des souverains, le pape Grégoire IX excommunie l'empereur Frédéric II, puis entre en conflit avec Henri III d'Angleterre ainsi que Louis IX de France lors de son pontificat.

- Parvenue à son apogée, cette influence temporelle va se réduire graduellement dans les siècles qui vont suivre, jusqu'à se résumer à la seule cité du Vatican en 1870, ce que relate l'article sur les accords du Latran.

### Florence
Florence, cité à l'origine pas plus importante que ses voisines, voit son émergence sur sa région d'assise, la Toscane, à compter de ce siècle : à son apogée, la cité s'y taillera un grand duché.
En Toscane, le début du siècle voit la fin des tumultueuses agitations des gibelins avec les factions florentines rivales des guelfes blancs et noirs, qui se traduisaient par de nombreux assassinats dans les rues. La bataille régionale de Montaperti illustre cette influence : la cité-État de Sienne perd ensuite le dessus face à Florence, et devient assujettie ; son art et son architecture n'évolueront plus, au profit de la cité au Lys Rouge.

### Venise
Parmi les Repubblicca Marinara telles que ses rivales Gênes et Pise, qui toutes tirèrent profit de l'époque des croisades en devenant les ports de transmission au départ des contingents successifs en Terre sainte, Venise saura évoluer avec le plus de succès.

#### Un négoce très prisé
La famille de Marco Polo, vénitienne, revient au début du siècle d'un voyage fabuleux dans le lointain Orient, ce qui marque une influence drastique sur le négoce de la ville : la route de la soie est ouverte ! Jusqu'à la chute de Constantinople, l'Empire byzantin allié des vénitiens représente le gardien armé de cette porte ouverte vers l'Orient. Venise en est son marchand : intermédiaire sur la vente des épices et diverses denrées prisées dans diverses cours d'Europe, elle s'enrichit, et en est culturellement influencée : les allures byzantines et orientales de la place Saint-Marc tranchent notablement avec les dômes se multipliant à Rome et Florence.

#### Évolution géostratégique
- En 1381, Gênes, perdant la guerre, cesse d'être une cité en compétition avec Venise sur les routes commerciales.
- la dernière, Pise, sera dominée par Florence au Quattrocento suivant.

Par conséquent, la république de Venise devient l'unique puissance maritime face à l'Empire ottoman concernant le contrôle de la Méditerranée orientale.

### Naples

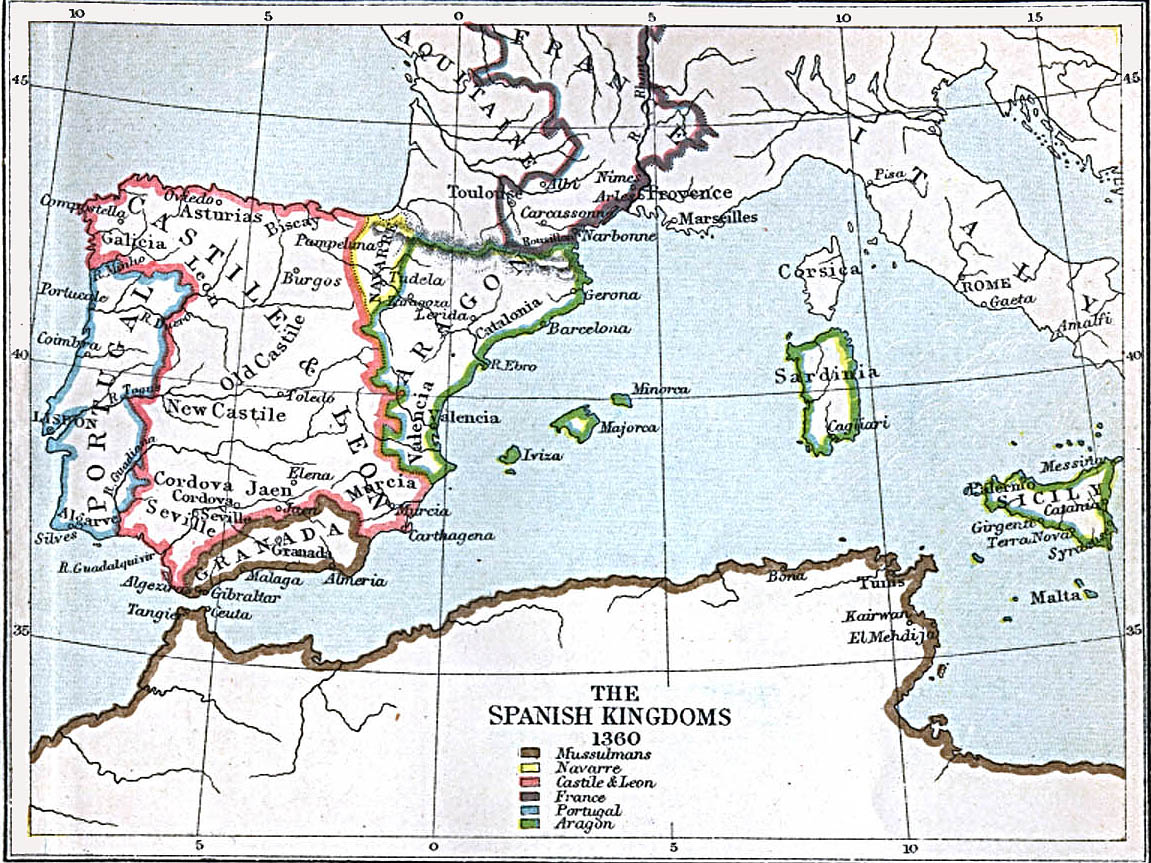
Situation des Espagnes médiévales et de la couronne d'Aragon en Méditerranée occidentale, 1360 avant la prise du royaume de Naples.

Naples, constituée en royaume de Naples avec le sud de l'Italie et la Sicile, n'est pas une puissance influente dans cette fin du Moyen Âge. Il deviendra un État vassal, puisque conquis en 1442 pendant la période de suprématie de la couronne d'Aragon sur la Méditerranée occidentale. Cet ensemble s'étant placé, de plus, sous l'obédience du pape, Naples figure également parmi les États vassaux de la papauté. C'est dire si elle constitue plus un enjeu qu'un acteur dans les évènements qui suivront.

### Milan
- Au duché de Milan règnent les Visconti ;
- la Lombardie est partagée entre Milan et Venise.

## La guerre: une affaire de mercenaires
Pour mener leurs campagnes militaires, les cités d'Italie font appel à des troupes de mercenaires issus de nations étrangères, qui sont contemporaines des grandes compagnies guerroyant en France : les condottiere.